# 长茎薹草
长茎薹草（学名：Carex setigera）是莎草科薹草属的植物。分布在印度、尼泊尔、不丹以及中国大陆的西藏、云南等地，生长于海拔2,700米至4,100米的地区，多生长于溪边湿地、山坡林下以及草地，目前尚未由人工引种栽培。

## 变种
小长茎薹草（学名：Carex setigera var. schlagintweitiana）为莎草科薹草属长茎薹草的变种。分布在印度、喜马拉雅山西部地区以及中国大陆的西藏、云南等地，生长于海拔2,300米至3,000米的地区，见于山坡林下以及草地的湿处。